# Красногірська сільська рада (Чуднівський район)
Красногірська сільська рада (до 1946 року — Красновульська сільська рада, 1946—1986 роки — Красноволицька сільська рада) — колишня адміністративно-територіальна одиниця та орган місцевого самоврядування у Любарському, Чуднівському, Бердичівському і Дзержинському районах Житомирської і Бердичівської округ, Вінницької й Житомирської областей Української РСР та України з адміністративним центром у с. Красногірка (до 1986 року — с. Красноволиця).

## Населені пункти
Сільській раді були підпорядковані населені пункти:
- с. Красногірка
- с. Довбиші
- с. Йосипівка
- с. Красноволиця

## Населення
Кількість населення ради, станом на 1923 рік, становила 1 108 осіб, кількість дворів — 235.
Відповідно до перепису населення СРСР, станом на 17 грудня 1926 року, чисельність населення ради становила 1 162 особи, з них, за статтю: чоловіків — 553, жінок — 609; етнічний склад: всі — українці. Кількість господарств — 255.
Відповідно до результатів перепису населення СРСР, кількість населення ради, станом на 12 січня 1989 року, становила 706 осіб.
Станом на 5 грудня 2001 року, відповідно до перепису населення України, кількість мешканців сільської ради становила 689 осіб.

## Склад ради
Рада складалася з 12 депутатів та голови.

### Керівний склад сільської ради
| ПІБ                            | Основні відомості                                                                     | Дата обрання | Дата звільнення |
| ------------------------------ | ------------------------------------------------------------------------------------- | ------------ | --------------- |
| Мошонець Наталія Костянтинівна | Сільський голова, 1953 року народження, освіта, позапартійна                          | 26.03.2006   | 31.10.2010      |
| Верещак Олександр Миколайович  | Сільський голова, 1961 року народження, освіта середня загальна, член Партії регіонів | 31.10.2010   |                 |

Примітка: таблиця складена за даними джерела

## Історія
Створена 1923 року як Красновульська сільська рада, в складі сіл Красновулька і Красногірка та хутора Довбиші Красносільської волості Полонського повіту Волинської губернії. 12 січня 1924 року, відповідно до рішення Волинської ГАТК (протокол № 7/1 «Про зміни в межах округів, районів і сільрад»), до складу ради включено с. Хижинці Великобраталівської сільської ради Любарського району Житомирської округи. 2 січня 1926 року, відповідно до рішення Бердичівської ОАТК (протокол № 1/4 «Про відкриття нових сільрад»), с. Хижинці виділено в окрему, Хижинецьку сільську раду Чуднівського району Бердичівської округи.
Станом на 1 вересня 1946 року Красноволицька сільська рада входила до складу Чуднівського району Житомирської області, на обліку в раді перебували села Довбиші, Красноволиця та Красногірка.
7 червня 1946 року, відповідно до указу Президії Верховної ради Української РСР «Про збереження історичних найменувань та уточнення і впорядкування існуючих назв сільрад і населених пунктів Житомирської області», сільську раду перейменовано на Красноволицьку через перейменування її адміністративного центру на с. Красноволиця.
11 серпня 1954 року, відповідно до указу Президії Верховної ради Української РСР «Про укрупнення сільських рад по Житомирській області», до складу ради приєднано села Йосипівка, Мані та Хижинці ліквідованої Хижинецької сільської ради. 3 квітня 1967 року села Мані та Хижинці підпорядковані відновленій Хижинецькій сільській раді Чуднівського району.
На 1 січня 1972 року Красноволицька сільська рада входила до складу Чуднівського району Житомирської області, на обліку в раді перебували села Довбиші, Йосипівка, Красноволиця та Красногірка.
4 серпня 1986 року, відповідно до рішення Житомирського облвиконкому № 284 «Про деякі зміни в адміністративно-територіальному устрої Лугинського, Олевського і Чуднівського районів», адміністративний центр ради перенесено до с. Красногірка з перейменуванням ради на Красногірську.
Припинила існування 15 січня 2019 року через об'єднання до складу Чуднівської міської територіальної громади Чуднівського району Житомирської області.
Входила до складу Любарського (7.03.1923 р.), Чуднівського (21.08.1924 р, 8.12.1966 р.), Бердичівського (30.12.1962 р.) та Дзержинського (4.01.1965 р.) районів.